# Baltic Fleet (Royal Navy)
La British Baltic Fleet, nota anche come Baltic Squadron, era una serie di flotte temporanee o semipermanenti della Royal Navy costituiti a Spithead nell'Hampshire, un ancoraggio navale nel Canale della Manica, per le operazioni navali nel Mar Baltico dal 1658 al 1856, comandate dal Commander-in-Chief, Baltic Fleet.
Durante la guerra di Crimea del 1853-1856, l'ultima flotta del Baltico fu la più grande costituita dalle guerre napoleoniche e, in termini di armamento, la più potente forza navale che la Royal Navy possedeva a metà del XIX secolo.

## Storia
Nel novembre del 1658 il viceammiraglio William Goodsonn fu nominato comandante della Baltic Fleet composta da venti navi che aveva il compito di portare il General at sea George Ayscue, in Svezia per assistere nelle loro operazioni navali contro la Danimarca e la Repubblica delle Sette Province Unite durante la guerra danese-svedese (1658-1660).
Nel 1715 Sir John Norris fu inviato con una flotta nel Mar Baltico per sostenere una coalizione di forze navali provenienti da Russia, Danimarca e Hannover che prendevano parte alla Grande guerra del Nord del 1700-1721 contro la Svezia. Lo zar Pietro di Russia assunse personalmente il comando della flotta della coalizione e nominò Norris suo vice nel 1716: insieme protessero le navi mercantili britanniche e di altri alleati dagli attacchi delle navi da guerra dell'Impero svedese.
Nel 1717 la flotta del Baltico si ricostituì, questa volta sotto il comando di Sir George Byng. Partì per il Baltico in seguito alle informazioni ricevute dall'Ammiragliato che Carlo XII di Svezia stava meditando un nuovo movimento a sostegno degli Stuart in esilio. L'ammiraglio danese Peter Raben nella sua nave ammiraglia Printz Christian ricevette l'ordine dall'ammiragliato danese nel giugno 1717 di lavorare lealmente con l'ammiraglio britannico.
Dopo la morte di Carlo XII di Svezia il 30 novembre 1718, l'ammiraglio Sir John Norris tornò nella regione come comandante in capo della flotta del Baltico per proteggere le navi mercantili britanniche dagli attacchi dei razziatori russi.
Nel 1726 Sir Charles Wager fu nominato Commander-in-Chief, Baltic Fleet della grande flotta da battaglia inviata nel Baltico per proteggere la Svezia e la Danimarca dalla minaccia di una flotta russa recentemente mobilitata. Fermatosi prima a Copenaghen, incontrò la corte e completò gli accordi per la cooperazione con la marina danese. Wager portò le sue venti navi di linea dove pose il blocco navale al porto di Reval (nell'odierna Estonia) dove aveva l'ordine di ingaggiare e distruggere la flotta russa se fosse uscita da Reval. Per rassicurare la Svezia, la flotta combinata rimase a Reval per tutta l'estate. La flotta britannica tornò in Gran Bretagna il 1º novembre 1726. ma in realtà aveva già tolto il blocco il 1º ottobre

### Le guerre napoleoniche
Nel 1801 Sir Hyde Parker fu nominato al comando della Flotta del Baltico destinata a rompere la neutralità armata settentrionale costituitasi durante Seconda coalizione tra Danimarca-Norvegia, Prussia, Svezia e Russia, con il viceammiraglio Horatio Nelson come suo secondo in comando. Copenaghen, il primo obiettivo della spedizione, cadde nella battaglia di Copenaghen il 2 aprile 1801.
Nel 1808 il contrammiraglio Sir James Saumarez ricevette il comando della flotta britannica del Baltico ponendo la sua bandiera sulla HMS Victory. La sua missione consisteva nel proteggere gli interessi commerciali britannici che erano di vitale importanza per i rifornimenti della Royal Navy (magazzini navali e legname), oltre a bloccare i porti nemici come quelli sotto il controllo francese nel nord della Germania. Anche la flotta russa fu tenuta sotto assedio fino a quando Alessandro I non riaprì i porti russi. Quando nel 1812 Napoleone Bonaparte intraprese la campagna di Russia: la flotta del Baltico intervenne per ostacolare le operazioni francesi.

### La guerra di Crimea
Nel febbraio 1854 il contrammiraglio Sir Charles John Napier fu nominato comandante della flotta del Baltico. Salpò l'11 marzo per una spedizione nel Baltico per attaccare le fortezze di Kronstadt e Sveaborg. Napier riferì all'Ammiragliato che, nonostante i suoi tentativi, le fortezze erano inespugnabili: fu sollevato dal suo comando nel dicembre 1854.
Il 20 marzo 1854, il viceammiraglio James Whitley Deans Dundas prese il comando della flotta di stanza a Spithead, nell'Hampshire, e si diresse verso il Mar Baltico dove fu impiegata in compiti di blocco per impedire alla Russia di ricevere rifornimenti nei suoi porti baltici fino al 13 agosto 1854.
Il 27 giugno 1855 la flotta fu di stanza a Spithead sotto il comando del contrammiraglio Richard Dundas. La grande forza consisteva in circa 93 unità navali in totale, come riportato dal giornale Melbourne Argus all'epoca.

## Commander-in-Chiefs
Comandanti includono:

### Commander-in-Chief, Baltic Fleet
- Vice-ammiraglio William Goodsonn (1658-1659)
- Ammiraglio Edward Montagu, I conte di Sandwich (1659)
- Ammiraglio John Norris 1715–1716
- Ammiraglio George Byng 1717
- Ammiraglio John Norris 1718–1725
- Vice-ammiraglio Charles Wager 1726
- Ammiraglio John Norris 1727
- Ammiraglio Hyde Parker 1801
- Vice-ammiraglio James Saumarez 1808-1812
- Vice-ammiraglio Charles John Napier febbraio–marzo, 1854
- Vice-ammiraglio James Dundas	marzo-agosto, 1854
- Retro-ammiraglio Richard Saunders Dundas febbraio, 1855–aprile 1856